# ثلاثي أميل ميثيل الإيثر
ثلاثي أميل ميثيل الإيثر (بالإنجليزية: tert-Amyl methyl ether) يُعرف اختصاراً بـ TAME، هو إيثر يُستخدم كأكسجين للوقود. له رائحة أيثرية. وخلافاً لمُعظم الإيثرات فإنه لا يتشكل من البيروكسيدات. صيغته الكيميائية هي C2H5C (CH3) 2OCH3. ووزنه 102.17 بالوحدات الذرية. يُدرج في اللوائح كمركب عضوي متطاير والذي يمكن أن يشكل خليط بخاره مع الهواء في ظل ظروف معينة مزيجا قابلا للانفجار. وهو أحد منتجات معالجة النفط الخام لإنتاج البنزين ويمكن أن يسبب تهيج معتدل للجلد وكذلك دوخة في حالة استنشاقه.

## الاستخدامات
يتم استخدامه في الغالب كأكسجين للبنزين. ويتم تفضيله أحياناُ لثلاثة أسباب: زيادة الأوكتان، لتحل محل رباعي إيثيل الرصاص المحظور، ورفع محتوى الأكسجين في البنزين، ومن المعروف أنه في الوقود يُقلل من انبعاثات العادم من بعض المركبات العضوية المتطايرة.